# Карл Бенц
Карл Фридрих Бенц (на немски: Carl Friedrich Michael Benz (роден като Karl Friedrich Michael Vaillant) (1844 – 1929), внук на ковач и син на локомотивен машинист, е германски изобретател, разработчик на двигатели и автомобилен инженер, създател на първия автомобил с бензинов двигател.
На 1 октомври 1883 г. Бенц заедно с бизнесмена Макс Каспар Розе и търговеца Фридрих Вилхелм Еслингер основават в Манхайм компанията „Benz & Company Rheinische Gasmotoren-Fabrik“, известна също с името „Benz & Cie.“ На 29 януари 1886 г. за своята „триколка“, Benz Patent Motorwagen, Карл Бенц получава патент „DRP No. 37435“ – „свидетелство за раждане“ на автомобила. Возилото с три колела е с четиритактов, едноцилиндров двигател, задвижващ задните му колела. Мощността на агрегата е била едва 0,9 к.с, а максималната скорост на превозното средство – около 16 km/h.
Първото изпитание на дълъг път на машината се състои в началото на август 1888 г. – Берта Бенц и двамата ѝ синове Ойген и Рихард тръгват от Манхайм в най-дългото пътешествие в дотогавашната история на автомобилите, задвижвани с двигател с вътрешно горене. С вече патентования автомобил тримата пропътуват 100-те километра от Манхайм до Пфорцхайм за около ден.
През 1888 г. новото превозно средство става известно извън границите на Германия след участието в мюнхенското изложение Kraft- und Arbeitsmaschinenausstellung, но потенциалните купувачи първоначално остават скептични. През 1889 г. новите модели на Benz Patent Motorwagen са представени на Световното изложение в Париж през 1889 г. Разпространението на автомобила започва във Франция, която има най-добрите пътища по това време.
Практически по същото време сънародниците на Бенц – Готлиб Даймлер и Вилхелм Майбах, независимо от него работят по същата идея, като скоро след това реализират първия четириколесен автомобил с двигател с вътрешно горене.
- Работилницата на Карл Бенц в Манхайм
- Патентованият през 1886 г. автомобил Benz Patent Motorwagen (реплика)
- Двигателят на Benz Patent Motorwagen
- Първата в света шофьорска книжка, издадена на Карл Бенц на 1 август 1888 г.
- Автомобилният музей „Д-р Карл Бенц“ в Ладенбург, Германия
- Карл и Берта Бенц с първия в света автомобил
- Паметната плоча за Мемориално трасе „Берта Бенц“, в чест на първото в света пътуване на дълго разстояние с Benz Patent Motorwagen през 1888 г.
- Първата в света „бензино-станция“, градската аптека във Вислох, Германия